# リチャード・サザランド
リチャード・ケレンス・サザランド（Richard Kerens Sutherland, 1893年11月27日-1966年6月25日）は、アメリカ陸軍の軍人、最終階級は中将。
イェール大学出身で州兵から正規の将校に取り立てられ、エリートコースを進む。フィリピン時代以降はダグラス・マッカーサー陸軍元帥の参謀長として辣腕をふるい、いわゆる「バターン・ギャング」 の一人としてマッカーサーのフィリピン脱出にも付き従った。しかし、自身の不倫問題でマッカーサーから敬遠されるようになり、戦争終結後の日本における占領行政にも短期間ながらかかわったものの、間もなく退役した。

## 生涯

### 第一次大戦終結まで
リチャード・ケレンス・サザランドは1893年11月27日、メリーランド州ハンコックに、ウェストバージニア州選出の共和党の上院議員であったハワード・サザランドとエトフィ・ハリス・サザランドの6人の子どものうちの一人息子として生まれる。デイヴィス・アンド・エルキンズ・カレッジとフィリップス・アカデミーを1911年に創業後イェール大学に進学し、1916年に卒業。このイェール大学時代に、サザランドは予備役将校訓練課程を受け、卒業後にコネチカット州州兵部隊に入隊した。
サザランドが州兵に入隊した1916年、メキシコ国境地帯で革命家パンチョ・ビリャが部隊を率いて越境し狼藉を働いたことに対し、アメリカはビリャ討伐のため遠征を行う。サザランドが属したコネチカット州州兵も召集を受けて国境地帯に向かったが、その際にサザランドは陸軍少尉として任官し、野戦砲部隊を率いることとなった。1917年には正規軍歩兵部隊への編入手続きが行われ、同時に大尉に昇進。アメリカの第一次世界大戦参戦後は第2歩兵師団に属して西部戦線に向かう傍ら、イギリスでは戦車学校で受講した。この時期のサザランドは、同じ州兵上がりで第1歩兵師団に属していたリチャード・マーシャルと知り合いとなる。

### 戦間期

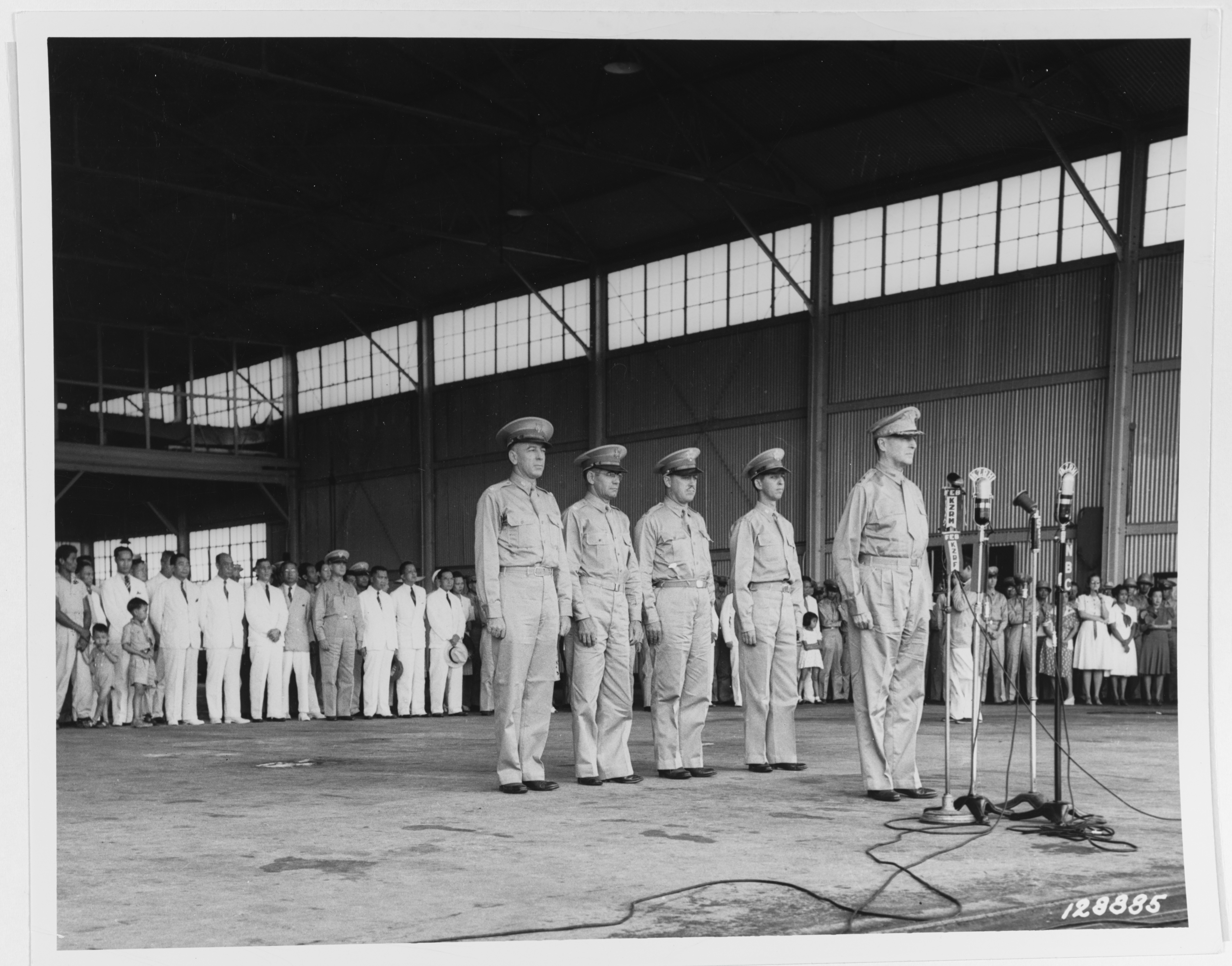
キャンプ・マーフィーでのフィリピン陸軍航空隊の式典にて。マイク前のマッカーサーの後方左端がサザランド。（1941年8月15日）

大戦終結後、アメリカに帰還したサザランドは1920年、ジョゼフィン・ホワイトサイドと結婚し、のちに一人娘ナタリーを授かった 1920年から1923年までは陸軍歩兵学校で教官を務め、次いでシャタック・セント・メリーズ校で1923年から1928年までの間、軍事科学と戦術を教えた。アメリカ陸軍指揮幕僚大学を1928年に卒業したあとはフランスにわたり、フランス陸軍士官学校に留学。1932年から1933年にはアメリカ陸軍大学校を受講し、その後は陸軍省入りして作戦および訓練担当幕僚を務めた。。戦間期における、ここまでのサザランドの経歴は当時の一般的な「エリートコース」でもあった。
1937年、サザランドは天津に赴き、同地で第15歩兵連隊司令となる。このころ、フィリピンにはフィリピン・コモンウェルスに軍事顧問として招聘されていたマッカーサーがおり、のちの大統領ドワイト・D・アイゼンハワー中佐以下の軍事顧問部スタッフがマニラに集まっていたが、そのうちの一人が航空事故で殉職して一人欠けることとなった。サザランドはその補充のため1938年3月にマニラに向かったが、その時点では中佐でもなかったサザランドに対し、マッカーサーはローカルランクながら中佐の位を与え、ほどない7月に正式に中佐に昇進した。しかし、1939年末に当時参謀長だったアイゼンハワーがマッカーサーとのいさかいからフィリピンを離れて帰国したため、サザランドがその後任として軍事顧問部参謀長におさまった。日米関係が悪化しつつある1941年7月には大佐に昇進した。

### フィリピンからオーストラリアへ
1941年12月8日の真珠湾攻撃時、サザランドは就寝中であったが緊急の電話で起こされ、真珠湾攻撃のことをマッカーサーに電話で伝えると、マッカーサーは「パールハーバー！」とのみ繰り返した。情報収集ののち、日本軍がフィリピンに押し寄せてくることは確実であったため、サザランドは極東空軍司令官ルイス・ブレアトン少将からのB-17で台湾を空襲する要請を許可するが、のちに延期命令を出し、すぐあとで再び準備命令を出した。しかし、サザランドによる延期と準備の命令の繰り返しは時間の無駄であり、間もなくクラーク空軍基地をはじめとする極東空軍の各基地は日本軍機の空襲により壊滅した。
マッカーサーはマニラを無防備都市としたうえでアメリカ極東陸軍の部隊をバターン半島とコレヒドール島に分散させ、司令部もコレヒドール島のマリンタ・トンネルに移動することとし、12月24日には退去は完了して2日後の12月26日にはマニラの無防備都市宣言が出された。コレヒドール島への移動後、少将に昇進したサザランドは空襲の合間を縫ってバターン半島を頻繁に訪れて督戦し、またコモンウェルスのマニュエル・ケソン大統領から75,000ドルの現金報酬を受け取っていた。バターン半島に籠る極東陸軍とフィリピン軍が日本軍の攻勢を完全に止めるほど大善戦していたものの、次第に余力も尽き果てていった。1942年3月、フランクリン・ルーズベルト大統領の指示により、マッカーサーはオーストラリアへの脱出を決心する。もともと極東陸軍幕僚のうちサザランドのみがマッカーサーとその家族とともに脱出を許可されていたものの、最終的にはサザランドの差配で残留組と、俗に「バターン・ギャング」と称する脱出組に振り分けられ、脱出組一行は4隻の魚雷艇で3月11日夜にコレヒドール島を脱出する。2日後にミンダナオ島に到達して航空機に乗り換え、3月17日にオーストラリアのダーウィンに到着した。

### 南西太平洋軍

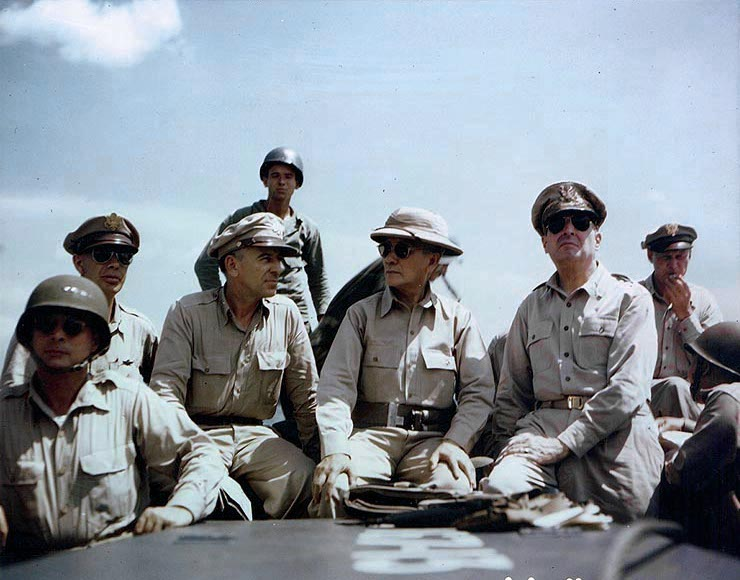
レイテ島上陸時のマッカーサー、セルヒオ・オスメニャ、サザランド、ケニー（右から）

マッカーサーはこののち南西太平洋軍最高司令官の座におさまり、サザランドは引き続き参謀長として従うが、それは同時に、「憎まれ役」としてのサザランドの役割が増えたことを示した。実際、アメリカ陸軍とオーストラリア陸軍の下級将校からは、「マッカーサーはサザランドを過保護にしている」との認識が広まり、悪いニュースはマッカーサー自身よりサザランド経由のものが多かった。やがて、衝突も始まるようになった。マッカーサーと南西太平洋軍航空部隊司令官ジョージ・ブレット中将との間に亀裂を作り、ブレットの後任であるジョージ・ケニー少将も作戦会議でのいさかい、無地の紙に点々を描いたことが元でサザランドに不満であった。ケニーは言う。「点々は貴殿（サザランド）が航空作戦について知っていることを示し、私はその残りの部分を知っている」、「（サザランドは）エゴイストであり、空軍作戦について生半可な知識しかもっていない。」。
ケニーに航空の知識について斬られたサザランドだが、実際には1940年にフィリピン軍の訓練施設でアメリカ陸軍航空部のスタッフから講習を受け、航空協会から民間パイロットとしての免許が与えられていた。以降、航空機操縦はサザランドの趣味となり、オーストラリアに移ってからもしばしば飛行を楽しんだ。1943年3月、サザランドは非戦闘任務限定でもよいから軍のパイロットとして認めるよう要求したが、陸軍航空軍司令官「ハップ」ヘンリー・アーノルド大将は年齢を理由にこれを許可しなかった。1945年にいたり、フィリピン軍の許可範囲内でのものという条件付きながら、公式のパイロット免許が与えられた。
1943年、サザランドとケニーは、来る大統領選挙へのマッカーサーの出馬をアーサー・ヴァンデンバーグ上院議員と画策し、陸軍省からの横やりが入らないよう根回しを行った。マッカーサー自身が大統領職に興味津々だったこともあり、ルーズベルトの「恐ろしい対抗馬」 とも噂されたが、焚き付け役のヴァンデンバーグがマッカーサーに戦争終結が先決と説いたため、出馬話はそれっきりとなった。
サザランドはまた、統合参謀本部などでの打ち合わせに、マッカーサに代わる代表をしばし務めた。また、マッカーサー宛ての通信にすべて目通しを行い、選別してマッカーサーのもとに届けた。南西太平洋軍の進撃路はニューギニア島沿岸部が主であったが、サザランドは作戦策定にも多くかかわり、例えばミンダナオ島攻略を取り消してレイテ島に直接取りつくかどうかの決定は、マッカーサーではなくサザランドが行ったものである。それ以外の場面、対日主要反攻路の策定でもサザランドはマッカーサーの分身としてアメリカ海軍を大いに翻弄した。1944年1月27日から28日、サザランド、ケニー、第7艦隊司令長官トーマス・C・キンケイド海軍中将、南太平洋軍参謀長ロバート・カーニー海軍少将（ウィリアム・ハルゼー海軍大将の代理）が真珠湾に集合して検討会議を開いたが、サザランドは開口一番「南西太平洋方面からフィリピンを目指すことが中国大陸への最短経路」と説けば、対案のマリアナ諸島攻略案についてケニーが「長距離爆撃機で日本を爆撃するのは曲芸だ」と一笑に付し、海軍側も思わずこれに同調した。サザランドはこの流れを見て南西太平洋進撃案が通ると判断し、マッカーサーに報告の電報を送った。ところが、太平洋艦隊作戦参謀フォレスト・シャーマン大佐から会合の中身を知らされた海軍作戦部長兼合衆国艦隊司令長官アーネスト・キング大将が激怒し、紛糾の末にマリアナおよびニューギニアからの二方面作戦がカイロ会談の決定によるものであり、またアーノルドがキングに味方したこともあって、二方面作戦が本決まりとなった。この検討会議が開かれた翌月の1944年2月20日、サザランドは中将に昇進する。

### エレイン・クラークとの不倫関係
南西太平洋軍の司令部がメルボルンにあったころ、サザランドは社交界でエレイン・クラークという女性を知りあう。クラークの夫はオーストラリア陸軍将校で、中東方面に出征して不在だった。1942年7月、司令部がブリスベンに移ったあと、クラークはのちにケニーおよびマーシャルの秘書となる民間人女性2名を連れてブリスベンに移ってきた。サザランドはクラークを司令部が入居するビルの受付係とした。もっとも、クラークはサザランドと知り合ったとはいえ、最初のころは「夜のお供」は若い士官相手に行い、次いで佐官、そしてサザランドと格上げをしてきた。また、受付の仕事にしても事務一切の仕事ができなかったがゆえのものであり、「サザランドがクラークの靴下を脱がせてやっている」という噂も流れた。
やがて南西太平洋方面の戦局が赤道より上に移ると、マッカーサーは司令部も赤道以北に移すことを考えるが、その際にマッカーサーとサザランドはオーストラリアのジョン・カーティン首相と会談し、オーストラリアの女性や軍属は赤道以北には行かせないという取り決めがなされた。同時に、司令部の軍属をアメリカ陸軍婦人部隊の者と入れ替えるよう要請した。サザランドはケニーとマーシャルの秘書の地位保全も要請する一方、陸軍婦人部隊からの参加者がアメリカ国籍の者限定だったことの抜け穴を悪用した形で、どざくさまぎれにクラークの身分の保証をも要請していた。人事担当の陸軍次長ミラー・G・ホワイト少将や婦人部隊司令官オヴィータ・カルプ・ホビー大佐は派遣に賛同していたが、陸軍次長ジョゼフ・マクーナニー少将は反対した。しかし、人員の増加が作戦の遂行に不可欠であるという認識と、アイゼンハワーの専属運転手にケイ・サマースビーが就いていたことが決め手となって婦人部隊の派遣が決まった。ケニーおよびマーシャルの女性秘書も第一副官として改めて配属されたが、クラークはなぜか大尉に任官した。
マッカーサーがクラークの存在に気付いたのはホーランジアの戦いを控えたころで、ある朝にジュースを配っているクラークを見て、周囲に「あの者は誰だ？」と聞いたところ、答えが返ってきた。「オーストラリア人でさしづめホステスといったところでしょう」。マッカーサーは事の真相を知るとサザランドにクラークを帰国させるよう命令したがサザランドの反応は不明で、マッカーサーはてっきり帰国していたものと思っていた。しかし実際にはクラークは帰国せずレイテ島の戦いの際にレイテ島にやってきており、さらにサザランドがタクロバンの海岸にクラーク専用の宿舎建設を命じていることをマッカーサーは知って仰天する。マッカーサーはサザランドを呼び出し、激昂しながらクラークを48時間以内に退去させるよう命じた。2日後、クラークは荷物をまとめてブリスベンに帰って行った。珍妙なことに、サザランドはその直後に「歯痛を訴え」、ホーランジアにいる歯医者のもとに行った。そして、歯の治療でホーランジアに行ったはずであったが、「なぜか」ブリスベンまで移動した。一連のクラークの一件以降、サザランドとマッカーサーの間には亀裂が生じることとなった。

### 2つの落日

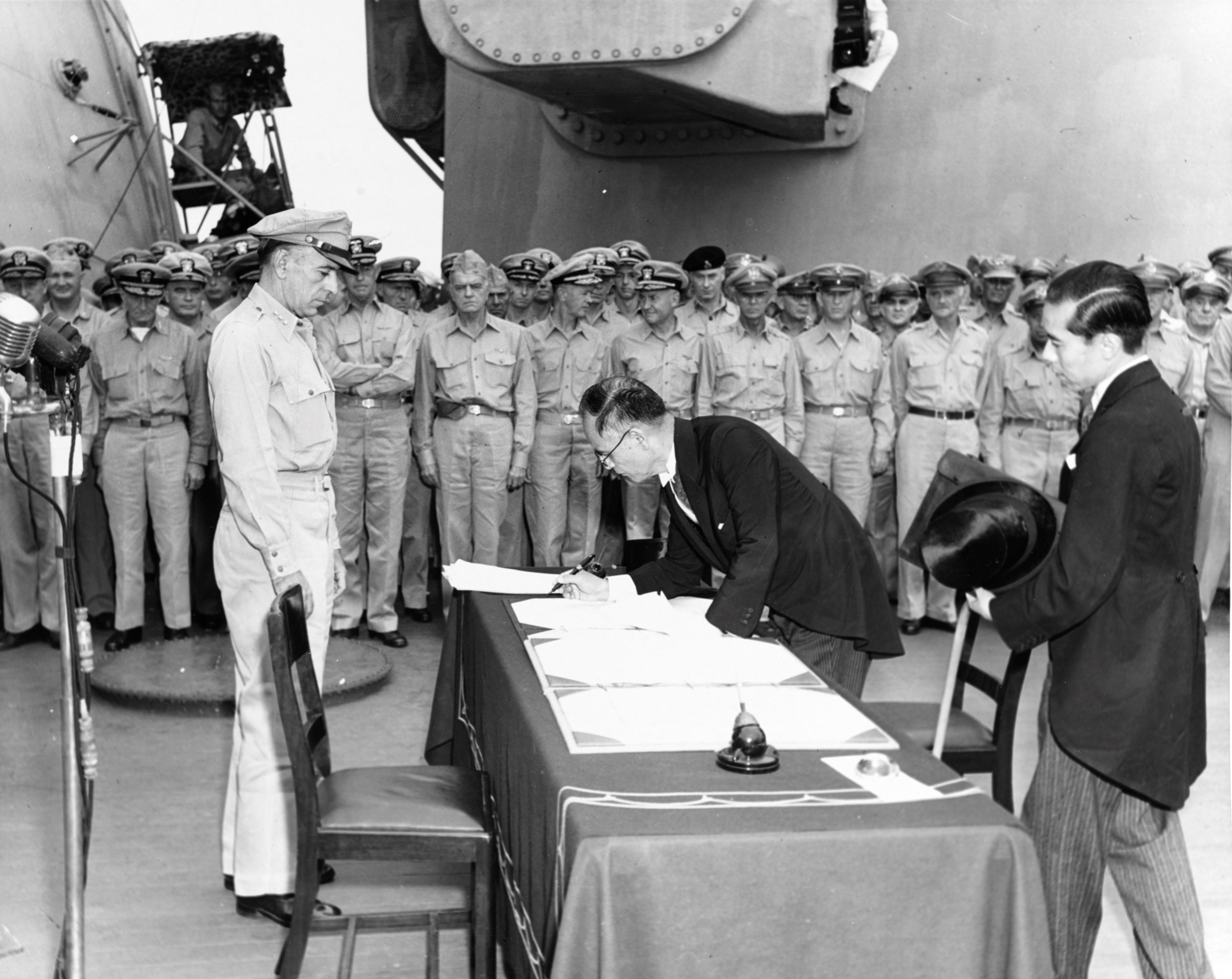
降伏文書調印式での重光外相の署名を見守るサザランド（1945年9月2日）

1945年8月15日に日本が降伏して戦争は終わり、9月2日に戦艦「ミズーリ」艦上で降伏文書調印式が行われた。日本側全権重光葵外務大臣はどこに署名するか迷っている様子であり、それを見ていたハルゼーがののしっていた。サザランドはマッカーサーに署名場所を教えてやるよう言われ、サザランドの指摘を受けた重光は署名することができた。降伏文書への日本と連合国各代表の署名が終わり、日本側全権団が去ろうとした間際、日本側がカナダ代表ローレンス・コスグレーヴ大佐が、本来はフランス代表フィリップ・ルクレール大将が署名すべき欄に間違って署名し、以降も一段ずれて署名していることに気づき、訂正を要求した。マッカーサーはサザランドに「国名欄を変えればいい」とアドバイスし、サザランドが修正を行ってこの文書は日本側に渡された。
日本での占領行政がスタートするにともない連合国軍最高司令官総司令部（GHQ）の組織整備が行われ、サザランドはここでも参謀長を務めた。しかし、日本が降伏して落日を迎えたのと同様に、サザランドもまた黄昏時を迎えようとしていた。前述のクラークとの不倫問題が一応は解決したとはいえマッカーサーとの間がガタガタになったことに加え、高血圧と心臓病で健康状態も良くなかった。さらに、自らがスカウトし、頭角を現し始めたコートニー・ホイットニー准将に、皮肉なことであるが自分の居場所を奪われつつあった。サザランドは12月10日に日本を離れて帰国した。
帰国後、サザランドは退役したものの、病身のため公的な仕事に就くことはなく引退生活に入った。また、妻ジョゼフィンにクラークとの一件を詫び和解し、クラークとの手紙は娘のナタリーが始末した。サザランドは1957年12月30日にジョゼフィンに先立たれ、1962年にヴァージニア・ショウ・ルートと再婚したが、1966年6月25日にワシントンD.C.のウォルター・リード陸軍医療センターで亡くなった。72歳没。6月29日にバージニア州メイヤー駐屯地内の教会で葬儀が行われ、アーリントン国立墓地に家族とともに葬られている。

## 人物
「バターン・ギャング」の仲間であり、人物評の辛いチャールズ・ウィロビー少将は、サザランドについて次のように回想している。
ウィロビーはまた、「参謀長はその置かれた立場上、“手斧を使う男”と呼ばれる。不愉快であろうと、（マッカーサーからの）命令を実行する人物だから、誰からも好かれない」とも回想しているが、とにかくサザランドは毀誉褒貶の激しい人物でもあった。サザランドは、一心にマッカーサーに忠義を尽くし、サザランドへの批判を心配した友人から忠告に対しては「誰かが悪役をやらなければならない」と意にも介さなかった。それだけに、戦争後期のサザランドの不倫問題は忠義の関係に修復不可能になる亀裂を生じさせたわけである。とはいえ、いざサザランドを更迭するとなっても総合的な能力に優れ、周囲から敬遠されるようなことも忠実にやり遂げることのできるサザランドに代わりうる人物が果たしているのかどうか。マッカーサーがほころびの見え始めたサザランドを戦争終結後まで手放さなかったのは、まさにその一点に尽きる。もっとも、周囲からすればサザランドは近寄りがたい人物であり、恐れられてもいた。そういう点を踏まえ、アメリカの作家、伝記作家、歴史家であり、マッカーサーの伝記も著したウィリアム・マンチェスターはサザランドを、リチャード・ニクソン大統領の首席補佐官ハリー・ロビンス・ハルデマンになぞらえていた。
サザランドの政治思想に関しては、ファランヘ党を賛美していたウィロビー 以上に、なおさら変わっていた。開戦前のある夕食の席でサザランドは、いきなり「戦時のアメリカは民主主義を放棄して独裁制を布くべきだ」と言い出した。マッカーサーはサザランドの「演説」をひとしきり聞いたのち、民主主義の必要性をこんこんと説いた最後にこう付け加えた。「ディック、困ったことに、きみは生まれついての専制君主なんだな。」。そのマッカーサーも、アメリカの歴史を十分に知っていたうえでの専制君主、「アメリカのシーザー」ではあったが。

## 受章歴
- ：殊勲十字章およびオーク・リーフ・クラスタ
- ：陸軍殊勲章およびオーク・リーフ・クラスタ（英語版）
- ：シルバースター